# Răsmirești
Răsmirești is een Roemeense gemeente in het district Teleorman.
Răsmirești telt 897 inwoners.